# Cheng Wing Kwong
Der Taijiquan-Meister Cheng Wing Kwong (chinesisch 鄭榮光 / 郑荣光, Pinyin Zhèng Róngguāng, W.-G. Cheng Jung-kuang, Jyutping Zeng6 Wing4gwong1; * 1903 in Sanxiang, Zhongshan, Provinz Guangdong, China; † 1967 Hongkong) war einer der Meisterschüler des Wu-Stil-Begründers Wu Jianquan.

## Leben
Cheng emigrierte im Alter von 13 Jahren nach Hongkong. Nach Absolvierung seiner Ausbildung wurde er Geschäftsmann. Als junger Mann trat Cheng dem Hong Kong Chinwoo Athletic Association (香港精武体育会) bei und begann, Taijiquan von Chiu Sau Chien (赵寿村 Zhào Shòucūn), dem Neffen von Wu Jianquan, zu lernen. Wu Jiangquan selbst kam 1937 nach Hongkong, um in der damaligen South China Athletic Association, kurz SCAA (南华体育会, kurz 南华会) den Wu-Stil des Taijiquan zu unterrichten. Bald darauf nahm er Cheng als Schüler an. Dieser wurde Angehöriger des inneren, quasi familiären, Schülerkreises (内门徒弟 englisch indoor disciple) und von Wu zum Vizepräsidenten der Wu Jianquan Taiji Academy Hong Kong (香港鉴泉太极拳社) ernannt.
Cheng erlangte nicht zuletzt dank seiner Fähigkeiten im Tuishou sowie durch Demonstrationen seiner Neigong-Fähigkeiten – er forderte z. B. gerne berühmte Boxer auf, ihn zu schlagen, und zeigte sich dann unbeeindruckt von deren Angriffen – größere Berühmtheit in Kanton (heute Guangzhou), Singapur und Malaysia, wo er zusammen mit Wu Jianquans Sohn Wu Gongyi (吴公仪) Schulen aufbaute. Sein Beiname war „Meister vom wohlriechenden Hafen“, das heißt „Meister aus Hongkong“ (香港师傅 oder 香港师父).
Cheng starb infolge einer Erkrankung am 31. Oktober 1967 im Hong Kong Sanatorium & Hospital (香港养和医院) in Hongkong.

## Werk und Einfluss
Von 1948 bis 1952 unterrichtete Cheng Wu-Taijiquan für die South China Athletic Association, Hongkong. Im Jahr 1952 gründete er die „Wing Kwong Akademie für Fitness“ (荣光健身学院 englisch Wing Kwong Gymnasium), also das heutige „Wing Kwong Tai-Chi-Akademie“ (荣光太极健身学会 englisch Wing Kwong Tai Chi Academy) in Causeway Bay, Hongkong. 1962 wurde Cheng vom Chinwoo Athletic Association Selangor and Kuala Lumpur in Malaysia (马来西亚雪隆精武体育会) eingeladen, Wu-Stil-Taijiquan zu lehren. Er unterrichtete dort etwa fünf Jahre lang viele Taijiquan-Schüler aus Malaysia und Singapur, von denen später viele selbst bekannte Taiji-Meister wurden. Cheng hatte entweder schon vor seiner Schülerschaft bei Wu Jianquan direkt von Sun Lutang selbst oder später von einem von Suns Schülern die Kampfkünste Xingyiquan und Baguazhang gelernt und grundlegende Techniken in sein Training aufgenommen. Einige Kampfkünstler in seiner Linie, insbesondere um den Meisterschüler Woo Hsing, geben diese Traditionen bis heute als festen Bestandteil des Curriculums weiter.
Cheng war von seinem intensiven Interesse an Qi-Arbeit auch zur Inneren Alchemie geführt worden und praktizierte neben verschiedenen esoterischen Qi-Meditationen auch alte Varianten der Shaolin-Qigong-Übung Yijinjing (易筋经) sowie des ebenfalls aus Shaolin stammenden Qigong-Übungssets Xianjia Baduanjin.

## Schüler von Cheng Wing Kwong
Zu den namhaften Wu-Stil-Taijiquan-Schülern von Cheng gehören:
- Cheng Pui Ki (1927–2004)[26] – Chengs ältester Sohn
- Cheng Tin Hung (1930–2005)[27] – Chengs Neffe
- Cheung Yiu Keung
- Liu Kang Chee
- Liu Kwong Sum
- Ma Tin Yik
- Sim Tai Chen[28]
- Tang Mong Hun[29]
- Tsang Kim Chau
- Woo Hsing / Wu Sing

## Werke
- Cheng, Wing Kwong / Zheng, Rongguang: Tai Chi Chuan Hui Pian. Taijiquan Compilation. 1949.
- Cheng, Wing Kwong / Zheng, Rongguang: Baduanjin, taijiquan, yi jin jing hui kan. Hongkong 1954.